# Janez Gaube
Janez Gaube, slovenski častnik - polkovnik, vojaški pilot, * 1968.
Polkovnik Gaube je pilot Pilatusa PC-9M.

## Odlikovanja in priznanja
- bronasta medalja Slovenske vojske (11. maj 2000)